# 2024년 하계 올림픽 아티스틱스위밍
2024년 하계 올림픽 아티스틱스위밍(프랑스어: Natation artistique aux Jeux olympiques d'été de 2024)은 2024년 하계 올림픽의 정식 종목으로 진행된 아티스틱스위밍 경기로 2024년 8월 5일부터 8월 10일까지 프랑스 파리에서 열렸다. 

## 메달리스트
| 종목        | 금 | 은 | 동 |
| ----------- | -- | -- | -- |
| 듀엣 자세히 |    |    |    |
| 단체 자세히 |    |    |    |